# Phó Tổng thống (phim truyền hình)
Veep (Phó Tổng thống) là một bộ phim truyền hình thuộc thể loại hài chính trị của đài cáp HBO. Phim kể về câu chuyện của một phó tổng thống hư cấu, Selina Meyer (Julia Louis-Dreyfus thủ vai), người sẽ là tổng thống tiếp theo của Hoa Kỳ. Loạt phim truyền hình này được sản xuất bởi Armando Lannucci, người đã từng làm loạt phim hài chính trị Anh The Thick of It, và cũng là biên kịch và đạo diễn trong seri phim ăn theo In the Loop (2009), tất cả các phim trên đều cùng thuộc một thể loại.
Veep công chiếu trên kênh HBO vào 22 tháng 4 năm 2012 với mùa đầu tiên 8 tập phim. Sau đó mùa thứ hai tiếp tục công chiếu với 10 tập phim ra mắt vào 14 tháng 4 năm 2013. Ngày 1 tháng 5 năm 2013, mùa thứ ba của phim tiếp tục được HBO cho ra mắt vào 6 tháng 4 năm 2014. Mùa thứ tư của phim tiếp tục được HBO cho phép công chiếu vào 12 tháng 4 năm 2015. Và vào 13 tháng 4 năm 2015 HBO lại cho ra tiếp tục mùa thứ năm của phim.
Veep luôn nhận được nhiều lời khen ngợi từ giới phê bình truyền hình và đã giành được nhiều giải thưởng lớn. Phim đã được đề cử 3 năm liên tiếp cho Giải Emmy cho Phim hài xuất sắc nhất, mùa thứ hai của phim đã giành giải biên kịch của Hội Truyền hình Hoa Kỳ cho hạng mục Phim hài, và mùa thứ ba của phim tiếp tục đoạt giải TCA cho Phim hài xuất sắc nhất. Phim còn cùng với The Office, 30 Rock và Modern Family trở thành loạt phim hài duy nhất của thập niên 2000 đã giành cả hai giải Screen Actors Guild và Writers Guild of America trong cùng một năm. Bản thân Louis-Dreyfus cũng đã có 3 Giải Emmy cho Nữ chính phim hài xuất sắc nhất liên tiếp, 1 giải Screen Actors Guild, 2 giải Truyền hình Choice Critics và 1 giải Truyền hình Critics Association cho diễn xuất của cô.